# Финголи I (Венеција)
Финголи I (итал. Fingoli I) је насеље у Италији у округу Венеција, региону Венето.
Према процени из 2011. у насељу је живело 30 становника. Насеље се налази на надморској висини од 3 м.